# Acrocercops trissoptila
Acrocercops trissoptila är en fjärilsart som beskrevs av Edward Meyrick 1921. Acrocercops trissoptila ingår i släktet Acrocercops och familjen styltmalar. Inga underarter finns listade i Catalogue of Life.